# Saison 1 de The Carrie Diaries
Chronologie
Saison 2
Cet article présente le guide des épisodes de la première saison de la série télévisée américaine The Carrie Diaries .

## Diffusion
- Au Canada, elle est diffusée le même jour sur City à 22 h. Priorisant la diffusion en simultané de la série Revolution à compter du 25 mars, les 3 épisodes restants de Carrie Diaries ont été re-localisés à 19 h.
- En France, elle est diffusée sur la chaîne ELLE Girl depuis le 22 novembre 2016.
- La série est inédite dans tous les autres pays francophones.

## Distribution

### Acteurs principaux
- AnnaSophia Robb : Carrie Bradshaw
- Austin Butler : Sebastian Kydd
- Ellen Wong : Jill « Mouse » Thompson
- Katie Findlay : Maggie Landres
- Stefania Owen : Dorrit Bradshaw, la petite sœur de Carrie
- Brendan Dooling : Walt Reynolds
- Chloe Bridges : Donna Ladonna
- Freema Agyeman : Larissa Loughton
- Matt Letscher : Tom Bradshaw, père de Carrie et Dorrit

### Acteurs récurrents et invités
- Josh Salatin : Simon Byrnes, policier
- Whitney Vance et Alexandra Miller : The Jens, suivent Donna
- Kyle Harris : Seth[2]
- Richard Kohnke : George Silver[3]
- Scott Cohen : Harlan, père de George[3]
- Nadia Dajani : Deb[4]
- Noelle Beck : Ginny, mère de Sebastian[4]
- Evan Crooks : Miller, petit-ami de Dorrit

## Épisodes

### Épisode 1:Nouvelle perspectives
- États-Unis /  Canada : 14 janvier 2013 sur The CW / City
- France : 22 novembre 2016 sur ELLE Girl

- États-Unis : 1,61 million de téléspectateurs[5] (première diffusion)

### Épisode 2:La spirale du mensonge
- États-Unis /  Canada : 21 janvier 2013 sur The CW / City
- France : 22 novembre 2016 sur ELLE Girl

- États-Unis : 1,27 million de téléspectateurs[6] (première diffusion)

### Épisode 3:A lire avant utilisation
- États-Unis /  Canada : 28 janvier 2013 sur The CW / City
- France : 29 novembre 2016 sur ELLE Girl

- États-Unis : 1,38 million de téléspectateurs[7] (première diffusion)

- Kyle Harris (Seth)

### Épisode 4:Halloween
- États-Unis /  Canada : 4 février 2013 sur The CW / City
- France : 29 novembre 2016 sur ELLE Girl

- États-Unis : 1,51 million de téléspectateurs[8] (première diffusion)

### Épisode 5:Territoires dangereux
- États-Unis /  Canada : 11 février 2013 sur The CW / City
- France : 6 décembre 2016 sur ELLE Girl

- États-Unis : 1,2 million de téléspectateurs[9] (première diffusion)

- Kyle Harris (Seth)
- Scott Cohen (Harlan)
- Amy Hargreaves (Gail)

### Épisode 6:Objectif Thanksgiving
- États-Unis /  Canada : 18 février 2013 sur The CW / City
- France : 6 décembre 2016 sur ELLE Girl

- États-Unis : 1,08 million de téléspectateurs[10] (première diffusion)

- Richard Kohnke (George)
- Scott Cohen (Harlan)

### Épisode 7:Entre deux feux
- États-Unis /  Canada : 25 février 2013 sur The CW / City
- France : 13 décembre 2016 sur ELLE Girl

- États-Unis : 1 million de téléspectateurs[11] (première diffusion)

- Richard Kohnke (George)
- Kyle Harris (Seth)

### Épisode 8:Chacun ses secrets
- États-Unis /  Canada : 4 mars 2013 sur The CW / City
- France : 13 décembre 2016 sur ELLE Girl

- États-Unis : 1,1 million de téléspectateurs[12] (première diffusion)

- Scott Cohen (Harlan)
- Josh Salatin (Simon)

### Épisode 9:La peur de l'inconnu
- États-Unis /  Canada : 11 mars 2013 sur The CW / City
- France : 20 décembre 2016 sur ELLE Girl

- États-Unis : 1,03 million de téléspectateurs[13] (première diffusion)

- RJ Brown (West)

### Épisode 10:Bons et mauvais chemins
- États-Unis /  Canada : 18 mars 2013 sur The CW / City
- France : 20 décembre 2016 sur ELLE Girl

- États-Unis : 0,99 million de téléspectateurs[14] (première diffusion)

- RJ Brown (West) * Evan Crooks (Miller)

### Épisode 11:Crise identitaire
- États-Unis /  Canada : 25 mars 2013 sur The CW / City
- France : 27 décembre 2016 sur ELLE Girl

- États-Unis : 0,83 million de téléspectateurs[15] (première diffusion)

### Épisode 12:La toute première fois
- États-Unis /  Canada : 1er avril 2013 sur The CW / City
- France : 27 décembre 2016 sur ELLE Girl

- États-Unis : 0,87 million de téléspectateurs[16] (première diffusion)

- RJ Brown (West)

### Épisode 13:Dire adieu au passé
- États-Unis /  Canada : 8 avril 2013 sur The CW[17] / City
- France : 31 décembre 2016 sur ELLE Girl

- États-Unis : 1 million de téléspectateurs[18] (première diffusion)

- Evan Crooks (Miller)